# À l'ombre des souvenirs
À l'ombre des souvenirs (Straight from the Heart) est un téléfilm américano-allemand réalisé par David S. Cass Sr. et diffusé le 9 février 2003 sur Hallmark Channel.

## Synopsis
Jordan Donovan est une photographe prometteuse vivant à New York. Après une annonce postée par sa meilleure amie afin de rencontrer l'âme sœur, elle se retrouve plongée dans l'Ouest face à Tyler Ross, un cow boy taciturne ayant perdu sa femme et sa fille. D'abord perdue, elle fera preuve de persévérance et tentera de se faire une place dans son cœur, pourtant fermé à toutes émotions.

## Fiche technique
- Titre alternatif : Amour des villes, amour des champs
- Réalisation : David S. Cass Sr. (en)
- Scénario : Pamela Wallace, d'après sa romance contemporaine Lune bleue, lune d'amour.
- Durée : 95 minutes
- Pays :  États-Unis,  Allemagne

## Distribution
- Teri Polo (VF : Barbara Delsol) : Jordan Donovan
- Andrew McCarthy : Tyler Ross
- Patricia Kalember : Laurie Carter
- Greg Evigan : Edward Morgan
- Christine Tucci (en) : Carla Dimaggio
- David Jean-Thomas : Jesse Syms
- J. Kenneth Campbell : Howard Jamison
- David Atkinson : Chuck Carter
- Richard Gross : Emile Costa
- Erika Young : Madame Simpson
- Ari Makinen : Umpire